# Weißkugel
Weißkugel är ett berg i Österrike, på gränsen till Italien. Toppen på Weißkugel är 3 738 meter över havet.
Weißkugel är den högsta toppen i närområdet och den näst högsta i Ötztalalperna.
Trakten runt Weißkugel består i huvudsak av kala bergstoppar och isformationer. Vid 3 026 meter över havet finns en meteorologisk station. J. A. Specht, J. Raffeiner och L. Klotz utförde den första bestigningen året 1861.